# Dylan Woodruffe
Dylan Woodruffe (* 21. März 2006) ist ein Leichtathlet aus Trinidad und Tobago, der sich auf den Sprint spezialisiert hat.

## Sportliche Laufbahn
Erste internationale Erfahrungen sammele Dylan Woodruffe bei den CARIFTA Games 2022 in Kingston, bei denen er mit der 4-mal-400-Meter-Staffel in 3:18,89 min die Silbermedaille in der U17-Altersklasse gewann. Bei den CARIFTA Games 2024 in St. George’s schied er im 100-Meter-Lauf mit 10,99 s in der Vorrunde in der U20-Altersklasse aus und siegte in 40,45 s mit der 4-mal-100-Meter-Staffel. Ende August gelangte er bei den U20-Weltmeisterschaften in Lima mit 39,99 s auf den siebten Platz im Staffelbewerb. Im Jahr darauf gewann er bei den CARIFTA Games in Port of Spain in 10,30 s die Silbermedaille über 100 Meter und sicherte sich im Staffelbewerb in 39,75 s ebenfalls die Silbermedaille.
2022 wurde Woodruffe trinidadisch-tobagischer Meister in der 4-mal-400-Meter-Staffel.

## Persönliche Bestzeiten
- 100 Meter: 10,30 s (−1,4 m/s), 19. April 2025 in Port-of-Spain